# Joel Otto
Joel Stuart Otto (né le 29 octobre 1961 à Elk River dans l'État du Minnesota aux États-Unis) est un joueur professionnel américain de hockey sur glace devenu entraîneur. Il évoluait au poste de centre.

## Biographie
Otto a joué au niveau universitaire avec les Beavers de Bemidji State dans la division III du championnat de la NCAA. En 1983-1984, il réalise 75 points pour 32 buts et 43 aides en 31 parties, et figure parmi les finalistes pour remporter le trophée Hobey Baker remis au meilleur joueur de la NCAA, honneur qui est finalement remis à Tom Kurvers de l'Université de Minnesota-Duluth.
En septembre 1984, il signe comme agent libre avec les Flames de Calgary. Il joue 17 parties avec les Flames et passe la majorité de la saison avec les Golden Flames de Moncton de la Ligue américaine de hockey.
Il remporte la Coupe Stanley avec les Flames en 1989 après avoir défait les Canadiens de Montréal en finale des séries éliminatoires. Après 11 saisons avec les Flames, il quitte l'équipe et rejoint les Flyers de Philadelphie en tant qu'agent libre. Il joue trois saisons avec Philadelphie avant de se retirer après la saison 1997-1998. 
Au niveau international, il a représenté l'équipe des États-Unis à six reprises. Il remporte la Coupe du monde 1996 après avoir aidé l'équipe à battre le Canada dans une finale au meilleur des trois matchs. Il a pris part aux Jeux olympiques d'hiver de 1998 à Nagano, tournoi où l'équipe américaine finit sixième.
En 2006, il rejoint l'équipe junior des Hitmen de Calgary de la Ligue de hockey de l'Ouest à titre d'entraîneur adjoint.

## Statistiques

### En club
| Saison     | Équipe                       | Ligue      |     | Saison régulière | Saison régulière | Saison régulière | Saison régulière | Saison régulière |    | Séries éliminatoires | Séries éliminatoires | Séries éliminatoires | Séries éliminatoires | Séries éliminatoires |
| Saison     | Équipe                       | Ligue      | PJ  | B                | A                | Pts              | Pun              | PJ               | B  | A                    | Pts                  | Pun                  |                      |                      |
| 1981-1982  | Université d'État de Bemidji | NCAA III   | 31  | 19               | 33               | 52               | 24               | -                | -  | -                    | -                    | -                    |                      |                      |
| 1982-1983  | Université d'État de Bemidji | NCAA III   | 37  | 33               | 28               | 61               | 68               | -                | -  | -                    | -                    | -                    |                      |                      |
| 1983-1984  | Université d'État de Bemidji | NCAA III   | 31  | 32               | 43               | 75               | 32               | -                | -  | -                    | -                    | -                    |                      |                      |
| 1984-1985  | Golden Flames de Moncton     | LAH        | 56  | 27               | 36               | 63               | 89               | -                | -  | -                    | -                    | -                    |                      |                      |
| 1984-1985  | Flames de Calgary            | LNH        | 17  | 4                | 8                | 12               | 30               | 3                | 2  | 1                    | 3                    | 10                   |                      |                      |
| 1985-1986  | Flames de Calgary            | LNH        | 79  | 25               | 34               | 59               | 188              | 22               | 5  | 10                   | 15                   | 80                   |                      |                      |
| 1986-1987  | Flames de Calgary            | LNH        | 68  | 19               | 31               | 50               | 185              | 2                | 0  | 2                    | 2                    | 6                    |                      |                      |
| 1987-1988  | Flames de Calgary            | LNH        | 62  | 13               | 39               | 52               | 194              | 9                | 3  | 2                    | 5                    | 26                   |                      |                      |
| 1988-1989  | Flames de Calgary            | LNH        | 72  | 23               | 30               | 53               | 213              | 22               | 6  | 13                   | 19                   | 46                   |                      |                      |
| 1989-1990  | Flames de Calgary            | LNH        | 75  | 13               | 20               | 33               | 116              | 6                | 2  | 2                    | 4                    | 2                    |                      |                      |
| 1990-1991  | Flames de Calgary            | LNH        | 76  | 19               | 20               | 39               | 183              | 7                | 1  | 2                    | 3                    | 8                    |                      |                      |
| 1991-1992  | Flames de Calgary            | LNH        | 78  | 13               | 21               | 34               | 161              | -                | -  | -                    | -                    | -                    |                      |                      |
| 1992-1993  | Flames de Calgary            | LNH        | 75  | 19               | 33               | 52               | 150              | 6                | 4  | 2                    | 6                    | 4                    |                      |                      |
| 1993-1994  | Flames de Calgary            | LNH        | 81  | 11               | 12               | 23               | 92               | 3                | 0  | 1                    | 1                    | 4                    |                      |                      |
| 1994-1995  | Flames de Calgary            | LNH        | 47  | 8                | 13               | 21               | 130              | 7                | 0  | 3                    | 3                    | 2                    |                      |                      |
| 1995-1996  | Flyers de Philadelphie       | LNH        | 67  | 12               | 29               | 41               | 115              | 12               | 3  | 4                    | 7                    | 11                   |                      |                      |
| 1996-1997  | Flyers de Philadelphie       | LNH        | 78  | 13               | 19               | 32               | 99               | 18               | 1  | 5                    | 6                    | 8                    |                      |                      |
| 1997-1998  | Flyers de Philadelphie       | LNH        | 68  | 3                | 4                | 7                | 78               | 5                | 0  | 0                    | 0                    | 0                    |                      |                      |
| Totaux LNH | Totaux LNH                   | Totaux LNH | 943 | 195              | 313              | 508              | 1 934            | 122              | 27 | 47                   | 74                   | 207                  |                      |                      |

### En équipe nationale
| Année | Compétition          |    | PJ | B | A | Pts | Pun                               |  | Résultat |
| 1985  | Championnat du monde | 10 | 2  | 1 | 3 | 8   | 4e place                          |  |          |
| 1987  | Coupe Canada         | 5  | 0  | 2 | 2 | 4   | Élimination en ronde préliminaire |  |          |
| 1990  | Championnat du monde | 9  | 2  | 4 | 6 | 2   | 5e place                          |  |          |
| 1991  | Coupe Canada         | 8  | 4  | 0 | 4 | 2   | Finaliste                         |  |          |
| 1996  | Coupe du monde       | 7  | 1  | 2 | 3 | 6   | Vainqueur                         |  |          |
| 1998  | Jeux olympiques      | 4  | 0  | 0 | 0 | 0   | 6e place                          |  |          |

## Trophées et honneurs personnels
- 1982-1983 : nommé dans la première équipe d'étoiles de la région Ouest de la NCAA division III.
- 1983-1984 : nommé dans la première équipe d'étoiles de la région Ouest de la NCAA division III.
- 1988-1989 : champion de la Coupe Stanley avec les Flames de Calgary.